# 卡姆斯科耶烏斯季耶
卡姆斯科耶乌斯季耶（羅馬化：Kamskoye Ustʹye，羅馬化：Kama Tamağı）是俄罗斯鞑靼斯坦共和国的市级镇，为卡姆斯科耶乌斯季耶区行政中心及规模最大聚居地。地处鞑靼斯坦共和国西部，在共和国首府喀山南偏东方。
卡姆斯科耶乌斯季耶位于古比雪夫水库沿岸，在卡马河汇入伏尔加河处的对岸。
该地2022年人口有4,388人；2010年人口4,482；2002年人口4,451；1989年人口4,367。